# Eragrostis sabinae
Eragrostis sabinae är en gräsart som beskrevs av Georg Oskar Edmund Launert. Eragrostis sabinae ingår i släktet kärleksgrässläktet, och familjen gräs.
Artens utbredningsområde är Namibia. Inga underarter finns listade i Catalogue of Life.